# مرد عنکبوتی (بازی ویدئویی ۲۰۱۸)
مرد عنکبوتی مارول (به انگلیسی: Marvel's Spider-Man) یک بازی ویدیوئی در سبک اکشن-ماجراجویی است که بر اساس ابرقهرمانی به نام مرد عنکبوتی از شرکت مارول کامیکس ساخته شده است. این بازی توسط اینسامنیاک گیمز توسعه یافته است و به‌وسیلهٔ سونی اینتراکتیو انترتینمنت در ۷ سپتامبر ۲۰۱۸ و به‌طور انحصاری برای کنسول پلی‌استیشن ۴ منتشر شد، همچنین نسخه ریمستر این بازی برای پلی‌استیشن ۵ و رایانه‌های شخصی منتشر شد. این اولین بازی مجوزی است که توسط اینسامنیاک گیمز توسعه یافته است. این بازی یک داستان جدید از مرد عنکبوتی را روایت می‌کند و به فیلم یا کتاب کمیک ارتباط ندارد. این بازی هر دو جنبه‌های شخصیت پیتر پارکر و مرد عنکبوتی را پوشش می‌دهد و از ویژگی‌های یک مرد عنکبوتی با تجربه‌تر برخوردار است. دنباله این بازی با نام مرد عنکبوتی: مایلز مورالس در تعطیلات سال ۲۰۲۰ و برای کنسول‌های پلی‌استیشن ۴ و پلی‌استیشن ۵ منتشر شد همچنین نسخه دوم این بازی با انتشار تریلری معرفی شد.

## روند بازی
مرد عنکبوتی یک بازی اکشن-ماجراجویی است که به حالت جهان باز در شهر نیویورک روایت می‌شود و با دوربین سوم شخص دنبال می‌شود. بازیکنان قادر خواهند بود از توانایی‌های مرد عنکبوتی شامل پرتاب تار، و خزیدن بر روی دیوار و همچنین از عناصر جدید دیگری در روند بازی استفاده کنند که یکی از آنها توانایی عبور از موانع با استفاده از پارکور است. مبارزه محیطی، رویداد فوری و مخفی‌کاری نیز از ویژگی‌های دیگر این بازی است.

## داستان
پیتر پارکر جوانی ۲۳ ساله است که در آزمایشگاه در حال کار کردن به عنوان یک دانشمند در کنار دکتر آتو اکتاویوس است. هشت سال است که پیتر در نقش مرد عنکبوتی است و به عنوان محافظ شهر نیویورک نقش خود را ایفا کرده است. در اوایل داستان مرد عنکبوتی ویلسون فیسک (کینگ‌پین) را شکست می‌دهد، اما یک گروهی جدید ملقب به درونی‌های شیطان ظاهر می‌شوند که اکنون از قلمرو فیسک استفاده می‌کنند.
مرد عنکبوتی پس از آن وارد سایت ساختمانی متعلق به کینگ‌پین می‌شود و باید از مردان او که تحت کنترل شیاطین‌های داخلی هستند، محافظت کند. پیتر متوجه می‌شود که مارتین لی، یکی از برجسته‌ترین بشر دوستان نیویورک، بیگانه‌های داخلی را تحت نام خود دیگر، مستر نگاتیو رهبری می‌کند. مارتین مسئول شرکت F.E.A.S.T می‌باشد که به دادن پناهگاه به بی خانه‌مان‌ها در سراسر شهر می‌پردازد اما این قضیه زندگی شخصی پیتر را پیچیده می‌کند، زیرا زن عمو او در F.E.A.S.T کار کند.
پیتر در آزمایشگاهی زیر نظر اتو اکتاویوس در حال انجام تحقیقات اکتاویوس بر روی اندام‌های پروتز و رباتی هستند که بودجه آن توسط نورمن آزبورن تأمین می‌شود. در حین انجام آزمایش‌ها پیتر متوجه می‌شود که اکتاویوس در ایجاد اندامهای تقویت شده که بیش از محدودیت‌های بدن انسان هستند، وسواس می‌کند و چهار شاخک مکانیکی ایجاد می‌کندz که از پشت وی کار می‌کنند و از طریق رابط عصبی کنترل ذهنی می‌شوند. او به پیتر می‌گوید که از بیماری عصبی عضلانی رنج می‌برد که به ناچار او را در سال‌های آینده بی تحرک می‌کند و این اندام‌های تقویت شده به وی اجازه می‌دهد تا در صورت عدم موفقیت بدن، کار خود را ادامه دهد. پیتر به اکتاویوس هشدار می‌دهد که این رابط می‌تواند بر ذهن و شخصیت او تأثیر بگذارد. اکتاویوس استفاده خود را پنهانی ادامه می‌دهد و توجهی به حرف‌های پیتر نمی‌کند.
از سمت دیگر پیتر متوجه می‌شود که مارتین لی با داشتن یک ویروس کشنده که توسط شرکت نورمن آزبورن به‌طور سهوی ساخته شده است می‌تواند شهر را به نابودی بکشد. پیتر با کمک زن عموی خود مری جی که در دفتر F.E.A.S.T کار می‌کند موفق می‌شود تلاش‌های مارتین لی را بی اثر کند؛ و مارتین لی را به زندان بفرستد.
پس از مدتی اندام‌ها بر شخصیت اتو اکتاویوس تأثیر می‌گذارد و وی را به یک شرور تبدیل می‌کند. همین باعث می‌شود تا دیگر دشمنان مرد عنکبوتی یعنی کرکس، الکترو، راینو، اسکورپیون و همچنین مستر نگاتیو را از زندان آزاد کند و به اتحاد اکتاویوس که تبدیل به دکتر اختاپوس شده است در بیایند و با همکاری هم نیویورک را به نابودی بکشند. به جز داستان اصلی این بازی شامل چندین مراحل فرعی می‌باشد که در آن مرد عنکبوتی می‌تواند و دشمنانی همچون شوکر، تومستون و تسک‌مستر مبارزه کند.
در محتوای قابل دانلود نیز مراحلی اضافه شد که مرد عنکبوتی می‌تواند با دشمنانی از قبیل کله‌چکشی، بلک کت و سمور نقره‌ای مبارزه کند.

## توسعه
در سال ۲۰۱۴، مارول اینترتینمنت به سونی اینتراکتیو انترتینمنت نزدیک شد و خواستار انتشار یک بازی مارول شد و بازی را مانند یک عنوان SIE اول شخص معرفی کرد. این بازی اولین بازی مجوزی است که توسط اینسامنیاک گیمز توسعه یافته است پس از ۲۲ سال توسعه خواص معنوی ایجاد شده، مانند اسپایرو، رچت و کلنک و رزیستنس. برایان Intihar، تهیه‌کنندهٔ بازی «Sunset Overdrive» و مدیر سابق انجمن اینسومنیاک گیمز، مدیر خلاق این پروژه است و رایان اسمیت مدیر بازی است. این اولین بار است که Intihar در این نقش در یک بازی کار می‌کند. مدیر انجمن اینسامنیاک گیمز تأیید کرد که از موتور بازی اصلاح شده Sunset Overdrive استفاده می‌کند. این بازی بزرگ‌ترین تیم تولید برای بازی اینسومنیاک است. این بازی در کنفرانس مطبوعاتی ای۳ ۲۰۱۶ سونی در تاریخ ۱۳ ژوئن ۲۰۱۶ اعلام شد. این بازی برای اولین بار در سری بازی‌های اینسامنیاک گیمز و سونی تولید خواهد شد و آغاز استراتژی جدید مارول گیمز برای کار با بهترین شرکت‌های بازی است که از شخصیت‌هایشان پرشور هستند.
رایان پنانگ، معاون رئیس‌جمهور و مدیر اجرایی Marvel Digital Media در آوریل ۲۰۱۷ اعلام کرد که این بازی در سال ۲۰۱۷ منتشر خواهد شد. در کنفرانس ای۳ ۲۰۱۷ سونی، نمایش نسخهٔ اول گیم پلی نشان داده شد و اعلام شد که این بازی در سال ۲۰۱۸ منتشر خواهد شد. شاون لیدن، رئیس SIE America و رئیس استودیوهای پلی‌استیشن بعدها تأیید کرد که مرد عنکبوتی، و بازی‌های SIE دیگر برای ۲۰۱۸ در کنفرانس اعلام شده، در نیمه اول سال ۲۰۱۸ منتشر خواهد شد. بازی در نهایت در تاریخ ۷ سپتامبر ۲۰۱۸ در بازارها روانه شد و در دسترس عموم مردم قرار گرفت.

## بازتاب‌ها
بازی با نقدهای بسیار مثبتی مواجه شد. منتقدان عموماً داستان، گرافیک و موسیقی بازی تمجید کردند. میانگین امتیازات این بازی در وبگاه متاکریتیک ۸۷ است.
| گردآورنده | امتیاز |
| --------- | ------ |
| متاکریتیک | ۸۷/۱۰۰ |

| ناشر                    | امتیاز |
| ----------------------- | ------ |
| دستراکتید               | ۹/۱۰   |
| الکترونیک گیمینگ مانثلی | ۹/۱۰   |
| گیم اینفورمر            | ۹٫۵/۱۰ |
| گیم رولیشن              | [ ۵ ]  |
| گیم‌اسپات                | ۹/۱۰   |
| گیمز ریدار+             | [ ۷ ]  |
| آی‌جی‌ان                  | ۸٫۷/۱۰ |
| یواس‌گیمر                | [ ۹ ]  |
| VideoGamer.com          | ۸/۱۰   |